# 決死圏SOS宇宙船
『決死圏SOS宇宙船』（けっしけんエスオーエスうちゅうせん、原題: Doppelgänger、米題: Journey to the Far Side of the Sun）は、1969年にイギリスでジェリー＆シルヴィア・アンダーソン夫妻が製作した特撮映画であり、それまでスーパーマリオネーションを用いていたアンダーソンが、ほぼ10年ぶり人間の俳優を使った（これをライブアクションと呼ぶ）作品である。日本では劇場公開されず、1972年8月6日にNETテレビ「日曜洋画劇場」でテレビ放映された。尚、当時の録音台本では『宇宙太陽系大征服』（うちゅうたいようけいだいせいふく）となっている。
また、日曜洋画劇場の公式HPでは『太陽系宇宙大征服』（たいようけいうちゅうだいせいふく）とも書かれているが、この題名が使われた記録はない。

## ストーリー
太陽調査一号が撮影した写真から、太陽系内、地球の周回軌道上に、太陽を挟んで点対称の位置に惑星が存在する事が判明した。宇宙開発連合〈ユーロセク〉のウェッブ所長は太陽系第10惑星の調査のために各国に協力を求めるが、その高額の費用を理由にアメリカのNASAも含め断られてしまう。そんな中、新惑星の情報を東側に送信しているスパイが発見され、事態を重く見たNASAの代表として来ていたポールソンは政府を説得する代わりにアメリカ人宇宙飛行士グレン・ロス大佐を送ることを求めた。所長はこれを了承し、さらに太陽調査一号に関わっていたユーロセクの科学者ジョン・ケーン博士も送ることとした。夫婦関係がうまく行っていなかったロス大佐はやがてユーロセクの警備課のリーザ・ハートマンに心を寄せていく一方で、妻のシャロンはユーロセクの広報官パウロ・ランディと親密になっていく。
やがて訓練も終了し宇宙ロケットのフェニックス号でロス大佐とケーン博士は新惑星へと出発したが、目的の惑星に着陸する寸前に墜落してしまう。着陸船ダヴ号の操縦席で気を失っていたロス大佐を救出するためにケーン博士は機から脱出後に再び戻り救出に成功するが逆に重症を負ってしまう。すぐに上空から光が放たれロス大佐が連れ去られるが、連れ去った男はウランバートルの海難救助隊員と称した。救助された二人が収容されたのは他でもないユーロセクであり、ウェッブ所長以下顔なじみの人々がいた。地球に何故帰還したのかの尋問を経て帰宅したロス大佐だったが、部屋の間取りが以前と変わっていることに気がつく。翌朝、文字がすべて反転していることに気が付き化粧品の瓶などを割るが、ユーロセクの医療班によって本部に連れ戻される。
薬でロス大佐の記憶が調べられている頃、重症を負ったケーン博士は息を引き取る。調査後、ロス大佐はウェッブ所長のもとで、左右の違いだけを除いて完全に同じ惑星が太陽を挟んで存在するという説を提唱する。解剖によってケーン博士の臓器が左右逆だったという報告を受けていたウェッブ所長はこの説を受け入れ、惑星周回軌道上の宇宙船の回収の手筈を整える。“左右逆”に製作された着陸船ドッペルゲンガー号に乗ってロス大佐は回収に向かうが、電流は逆でなかったためにドッキング間際にショートし、本部との連絡ができなくなってしまう。本部では事前の取り決め通り、着陸噴射前まで無線誘導を行うが、ドッペルゲンガー号の機器は損傷し噴射できない状態であった。このままドッペルゲンガー号はユーロセクへと突っ込み基地は大爆発を起こしてしまう。
証拠も何もかも燃え、唯一の生存者のウェッブ所長のことを信じるものはいなくなったが、介護施設で鏡を見たときにロス大佐が「地球は2つある」と言っていたことを思い出し、所長は車椅子のまま鏡へと突っ込む。

## 作品史
エド・ビショップ（後に『謎の円盤UFO』でストレイカー司令官を演じる）をはじめ『謎の円盤UFO』出演者の多くが端役で出演している他、ミニチェアや衣装、車両等も『UFO』に引き継がれたものが多い。
なお、この「微妙に異なるもう一つの地球は、太陽を挟んで点対象位置にある為、通常は見えない」という基本設定は反地球と呼ばれるもので、SFでは古典的なアイデアの一つである。
原題はドイツ語の Doppelgänger で、日本でもドッペルゲンガーとして知られるものであり、作品内容を暗示している。

## キャスト
| 役名                     | 俳優                         | 日本語吹替                    |
| 役名                     | 俳優                         | NETテレビ版                   |
| ------------------------ | ---------------------------- | ----------------------------- |
| グレン・ロス大佐         | ロイ・シネス                 | 露口茂                        |
| ジョン・ケーン博士       | イアン・ヘンドリー           | 家弓家正                      |
| ジェイソン・ウェブ所長   | パトリック・ワイマーク       | 富田耕生                      |
| シャロン・ロス           | リン・ローリング             | 小谷野美智子                  |
| リサ・ハートマン         | ロニ・フォン・フリーデル     | 渋沢詩子                      |
| パウロ・ランディ         | フランコ・デ・ローサ         | 青野武                        |
| マーク・ニューマン       | ジョージ・シーウェル         | 小林清志                      |
| デイヴィッド・ポールソン | エドワード・ビショップ       | 細井重之                      |
| ポンティーニ博士         | フィリップ・マドック         | 村越伊知郎                    |
| ビューヴィル博士         | ヴラデク・シェイバル         | 嶋俊介                        |
| ハスラー博士             | ハーバート・ロム             | 西田昭市                      |
| 主任管制官               | キース・アレクサンダー       | 原田一夫                      |
| イギリス代表             | ジョン・ストーン             | 国坂伸                        |
| クラヴァル               | アーノルド・ダイアモンド     | 安田隆                        |
| パム・カービー           | ノーマ・ローランド           | 浅井淑子                      |
| ブリッソン博士           | ジョージ・マイケル           | 中江真司                      |
| ゴードン博士             | サイ・グラント               | 水島晋                        |
| バージェス軍曹           | エドワード・キャスト         | 木原規之                      |
| 管制技師                 | ジェレミー・ウィルキン       | 村松康雄                      |
| 技師                     | バジル・モス                 | 村松康雄                      |
| 管制官補                 | コンスタンティン・グレゴリー |                               |
| 第一医師                 | ピーター・バートン           | 嶋俊介                        |
| 第二医師                 | ニコラス・コートニー         | 国坂伸                        |
| 看護師                   | ジョン・ケリー               | 中江真司                      |
| 看護婦                   | アネット・カー               | 浅井淑子                      |
| 海難救助隊員             | アンソニー・チン             | 青野武                        |
| パーティーの出席者       | アラン・ハリス               |                               |
| 不明 その他              |                              | 作間功 沢田敏子               |
|                          |                              |                               |
| 演出                     | 演出                         | 山田悦司                      |
| 翻訳                     | 翻訳                         | 鈴木導                        |
| 効果                     |                              |                               |
| 調整                     |                              |                               |
| 制作                     | 制作                         | グロービジョン                |
| 解説                     | 解説                         | 淀川長治                      |
| 初回放送                 | 初回放送                     | 1972年8月6日 『日曜洋画劇場』 |

## スタッフ
- 製作：ジェリー＆シルヴィア・アンダーソン
- 監督：ロバート・パリッシュ
- 脚本：ジェリー＆シルヴィア・アンダーソン／ドナルド・ジェームズ（英語版）
- 原案：ジェリー＆シルヴィア・アンダーソン
- 音楽：バリー・グレイ
- 製作補：アーネスト・ホールディング
- 撮影監督：ジョン・リード
- 美術監督：ボブ・ベル（英語版）
- 視覚効果監督：デレク・メディングス
- 製作マネージャー：ブライアン・バージェス
- 編集：レン・ウォルター
- 音声編集：ジョン・ペヴェリル
- 録音：ケン・ローキンズ／テッド・カーノン
- 追加デザイン：レッジ・ヒル
- 機器・プロップ製作：ドン・フェイガン／センチュリー21フィルム・プロップス
- 監督補：ジョン・オコーナー
- カメラ操作：ゴドフリー・ゴダー
- 記録：ジョアン・デイヴィス
- 製作秘書：ジュリー・レイトン＝ホワイト
- ロケーション・マネージャー：アイヴォ・ナイチンゲール
- 編集補：マーガレット・ミラー
- 美術監督補：クリス・バークス／フィリップ・バウコム
- 化粧：ジェフリー・ロドウェイ
- 美容師：バーバラ・リッチー
- 衣装統括：エルサ・フェネル
- 衣装女性長：グロリア・バーンズ
- 特撮照明係：ハリー・オークス
- 特撮製作マネージャー：ノーマン・フォスター
- テクニカラー、ウェストレックス録音システム
- モーション・ピクチャー・アソシエーション承認21978番
- 撮影：ポルトガル／パインウッド・スタジオ
- 配給：ユニバーサル

## ソフト

### DVD
リージョン2/NTSCのDVDが日本ではStingrayより販売されていたが、2021年3月31日に廃盤となった。
- 決死圏SOS宇宙船（リージョン2/NSTC）[5]EAN 4515940000288

### Blu-Ray
日本ではStingray社から販売されている。
- 決死圏SOS宇宙船 超・特別版 [6]EAN 4515940000844

### CD
アンダーソン夫妻のファンクラブファンダーソンからサウンドトラックCDが一枚発売されている。
| #         | タイトル                                                                         | 作詞      | 作曲                                      | 時間 |
| --------- | -------------------------------------------------------------------------------- | --------- | ----------------------------------------- | ---- |
| 1.        | 「Out of Space / The Secret File / The Traitor in the Lab」                      |           | バリー・グレイ                            | 3:46 |
| 2.        | 「Main Title – Doppelgänger Theme」                                              |           | バリー・グレイ                            | 2:09 |
| 3.        | 「A Letter from John Kane / The Traitor Again」                                  |           | バリー・グレイ                            | 0:46 |
| 4.        | 「Food for Thought / Survival Test」                                             |           | バリー・グレイ                            | 3:23 |
| 5.        | 「The VAB at Dawn / The Astronauts’ Ascent / The Phoenix Takes Off」             |           | バリー・グレイ                            | 4:23 |
| 6.        | 「The Capsule in Space / Weightlessness」                                        |           | バリー・グレイ                            | 5:57 |
| 7.        | 「The Dove Leaves the Phoenix / Crash Landing / The Mongolian Rescuer」          |           | バリー・グレイ                            | 5:00 |
| 8.        | 「The Interrogation Area / Glenn Arrives Home / The Astronaut Goes Under」       |           | バリー・グレイ                            | 2:48 |
| 9.        | 「Glenn Formulates a Theory / Impish Doppelgänger」                              |           | バリー・グレイ                            | 3:44 |
| 10.       | 「The Dove Tries Docking / The Astronaut in Trouble / Jason’s Reflection」       |           | バリー・グレイ                            | 3:32 |
| 11.       | 「Out of Space / The Secret File / The Traitor in the Lab」(mono)                |           | バリー・グレイ                            | 4:03 |
| 12.       | 「Main Title – Doppelgänger Theme」(mono)                                        |           | バリー・グレイ                            | 2:10 |
| 13.       | 「A Letter from John Kane / The Traitor Again」(mono)                            |           | バリー・グレイ                            | 0:45 |
| 14.       | 「Food for Thought / Survival Test」(mono)                                       |           | バリー・グレイ                            | 0:53 |
| 15.       | 「The VAB at Dawn / The Astronauts’ Ascent / The Phoenix Takes Off」(mono)       |           | バリー・グレイ                            | 3:11 |
| 16.       | 「The Capsule in Space / Weightlessness」(mono)                                  |           | バリー・グレイ                            | 6:11 |
| 17.       | 「The Dove Leaves the Phoenix / Crash Landing / The Mongolian Rescuer」(mono)    |           | バリー・グレイ クシシュトフ・ペンデレツキ | 3:57 |
| 18.       | 「The Interrogation Area / Glenn Arrives Home / The Astronaut Goes Under」(mono) |           | バリー・グレイ                            | 4:21 |
| 19.       | 「Glenn Formulates a Theory / Impish Doppelgänger」(mono)                        |           | バリー・グレイ                            | 3:45 |
| 20.       | 「The Dove Tries Docking / The Astronaut in Trouble / Jason’s Reflection」(mono) |           | バリー・グレイ                            | 3:23 |
| 21.       | 「Threnody to the Victims of Hirhoshima」(bonus)                                 |           | クシシュトフ・ペンデレツキ                | 8:55 |
| 合計時間: | 合計時間:                                                                        | 合計時間: | 80:31                                     |      |

### 注
1. ↑  アンダーソン夫妻が最初に俳優を起用して製作した映画は1960年の『クロスローズ・トゥ・クライム』である。
2. ↑  カットされた場面があるため完成した映像ではわかりにくいが、パーティの場面や車で帰宅した場面などでシャロンはパウロといる。